# تیم ملی فوتبال زیر ۲۰ سال زنان کره شمالی
تیم ملی فوتبال زیر ۲۰ سال زنان کره شمالی (انگلیسی: North Korea women's national under-20 football team)، نماینده کره شمالی در مسابقات بین‌المللی فوتبال) در جام جهانی فوتبال زنان زیر ۲۰ سال، قهرمانی مسابقات فوتبال زنان زیر ۱۹ سال آسیا و سایر مسابقات بین‌المللی فوتبال زنان زیر ۲۰ سال است. این تیم توسط فدراسیون فوتبال کره شمالی اداره می‌شود.